# Davor Štambuk
Davor Štambuk (Split 29. prosinca 1934. – Zagreb, 7. ožujka 2018.), bio je hrvatski karikaturist.

## Životopis
Šezdesetih godina prošloga stoljeća radio je kao novinar Narodnog sporta, pisao je o tadašnjim nogometnim prvoligašima iz Splita - Hajduku i RNK Splitu, a osamdesetih godina prošloga stoljeća bio je autor i voditelj zabavnih emisija na Televiziji Zagreb.
Umro je u Zagrebu, 7. ožujka 2018. godine.

## Umjetnički rad
Profesionalno raditi kao karikaturist počinje u Parizu 1968. godine nakon što je dobio nagradu Grand Prix Bellus od redakcije tjednika France Dimanche u zajednici sa sindikatom pariškog tiska. Godinu dana poslije prelazi u Ici Paris u komu objavljuje do umirovljenja 1999. godine.
Karikature su mu objavljivale mnoge novine i časopisi, a nagrađivane su u Francuskoj, Poljskoj, Nizozemskoj, Italiji, Sloveniji, Indoneziji, Izraelu, Belgiji, te Srbiji i Crnoj Gori. Od Hrvatskog društva karikaturista dobiva 2000. godine Oskarik za najuspješnijeg člana na međunarodnim festivalima karikatura te godine.
U Hrvatskoj čitatelji su mogli njegove radove čitati na stranicama nekadašnjeg dvotjednika Start i tjednika Nedjeljna Dalmacija, te u Slobodnoj Dalmaciji, zagrebačkom dnevnom tisku te magazinu Arena.
Vječni motiv su mu odnosi muškarca i žene, od seksualnog do onih prozaičnih tipa ženskog prigovaranja, kuhanja, muškog pretjerivanja u piću i utjecaju Boga i vraga na ljude (simbolički često neki satir juri po šumi ženu, ili mladu i lijepu, ili ne previše lijepu ni mladu, dok ga drugi satir pokušava stići i dati mu naočale)

## Odličja
- 2003. godine francusko Ministarstvo kulture odlikovalo ga je redom viteškog križa za umjetnost i literaturu
- 2007. godine predsjednik Republike Hrvatske mu dodjeljuje orden Reda Danice hrvatske s likom Marka Marulića

## Knjige (albumi karikatura)
- Sex Made Man Le Hamaeu, Pariz
- "Sex &...." August Cesarec, Zagreb 1992.
- "Summertime" Zagreb 1994.
- "In Vino Veritas" Zagreb 1995. ISBN 953-6160-39-0
- "Split Tease" Slobodna Dalmacija, Split 2002. ISBN 953-7088-00-6

## Ostalo
- "Libar Miljenka Smoje oli ča je život vengo fantažija" kao sudionik dokumentarnog serijala (2012.)